# Juchitán de Zaragoza (kommun)
Heroica Ciudad de Juchitán de Zaragoza är en kommun i Mexiko.   Den ligger i delstaten Oaxaca, i den sydöstra delen av landet, 600 km sydost om huvudstaden Mexico City.
Följande samhällen finns i Heroica Ciudad de Juchitán de Zaragoza:
- Juchitán de Zaragoza
- Charis
- Emiliano Zapata
- Colonia 19 de Marzo
- Colonia de la Amistad
- Rancho de los Vásquez
- Colonia Santa Rosita
- Colonia Mariano Montero
- Rancho Martín Vicente
- Parada San Vicente